# D' parte prima
D' parte prima è il primo EP del rapper e cantautore italiano Dargen D'Amico, pubblicato il 2 giugno 2010 esclusivamente in formato digitale su iTunes.

## Il disco
È la prima parte del suo terzo disco da solista, intitolato CD' e successivamente pubblicato il 1º aprile 2011 in formato CD.
Il progetto è concepito come un concept album. Infatti, tratta di amore, visto in varie sfumature.

## Tracce
1. Bere una cosa
2. Nessuno parla più (feat. Danti & Fabri Fibra) – prod. Roofio
3. Perché non sai mai (quel che ti capita)
4. Malpensandoti
5. Van Damme (Saddam) – prod. Danti
6. Prendi per mano D'Amico
7. Ma dove vai (Veronica)